# Kennedy Jones
William Kennedy Jones, född den 4 maj 1865 i Glasgow, död den 20 oktober 1921, var en brittisk tidningsman.
Jones var medarbetare i olika tidningar i Glasgow, Birmingham och London till 1894, då han blev huvudredaktör för "Evening News", samtidigt med att denna tidning övergick i bröderna Harmsworths ägo. Jones samarbetade med dem även vid uppsättandet av "Daily Mail" och "Daily Mirror". Han lämnade "Evening News" 1900 och drog sig 1912 av hälsoskäl tillbaka från aktiv journalistik.
Från 1916 var Jones (partilös) underhusledamot och åtog sig 1917 en avdelningschefsplats i livsmedelsministeriet. Han var en bland den engelska pressens tekniska omskapare och utgav det för kännedomen om engelska tidningsförhållanden värdefulla arbetet Fleet Street and Downing Street (1920).